# Cour-Cheverny
Cour-Cheverny è un comune francese di 2 794 abitanti situato nel dipartimento del Loir-et-Cher nella regione del Centro-Valle della Loira.

## Società

### Evoluzione demografica
Abitanti censiti